# めだかの歌
『めだかの歌』（めだかのうた）は、ドラマ作品である。

## 1958年版
1958年6月6日にNHK総合テレビ「テレビ劇場」枠にて放送された。

### キャスト
- 安東千恵夫
- 津田弥生
- 鬼頭昭夫
- 槇田美栄子
- 天野有恒

### スタッフ
- 脚本 - 田中澄江

## 1971年版
1971年1月4日～4月2日にTBSで毎週月曜日～金曜日14:00～14:15（JST）にて放送された。

### キャスト
- 小山田宗徳
- 岡本健
- 八代順子

### スタッフ
- 演出 - 松生秀二
- 音楽 - 渡辺岳夫

### 主題歌
- 『渚のバラード』

作詞 - 武鹿悦子 / 作曲 - 渡辺岳夫 / 編曲 - 高原哲 / 歌 - 堀江美都子
| TBS系 平日14:00 - 14:15枠                   | TBS系 平日14:00 - 14:15枠          | TBS系 平日14:00 - 14:15枠         |
| 前番組                                      | 番組名                             | 次番組                            |
| ------------------------------------------- | ---------------------------------- | --------------------------------- |
| 髪結い八重ちゃん （1970.9.28 - 1970.12.31） | めだかの歌 （1971.1.4 - 1971.4.2） | 輪島恋歌 （1971.4.5 - 1971.7.30） |

## 1983年版
1983年4月18日～5月27日にTBS「花王 愛の劇場」枠にて放送された。

### キャスト
- 万七 - 新克利
- 柴田一幸
- 佐藤和男
- 滝田裕介
- 俊 - 湯沢紀保
- 香野百合子
- 岩本多代
- 稲葉義男
- 川上夏代

### スタッフ
- 演出 - 下村尭二
- 脚本 - 田代淳二

### 主題曲
- ハーモニカ独奏によるインストゥルメンタル

| TBS 花王 愛の劇場                            | TBS 花王 愛の劇場                    | TBS 花王 愛の劇場              |
| 前番組                                       | 番組名                               | 次番組                         |
| -------------------------------------------- | ------------------------------------ | ------------------------------ |
| トラックかあちゃん （1983.2.28 - 1983.4.15） | めだかの歌 （1983.4.18 - 1983.5.27） | 女橋 （1983.5.30 - 1983.7.22） |

| スタブアイコン | サブスタブ | この項目は、まだ閲覧者の調べものの参照としては役立たない、テレビ番組に関連した書きかけの項目です。この項目を加筆・訂正などしてくださる協力者を求めています（P:テレビ/PJ:放送または配信の番組）。 |